# Blek borstticka
Blek borstticka (Trametes trogii) är en svampart som beskrevs av Berk. 1850. Trametes trogii ingår i släktet Trametes och familjen Polyporaceae.   Inga underarter finns listade i Catalogue of Life.
I den svenska databasen Dyntaxa används istället namnet Funalia trogii för samma taxon.  Arten är reproducerande i Sverige.